# Sjota Roestaveli

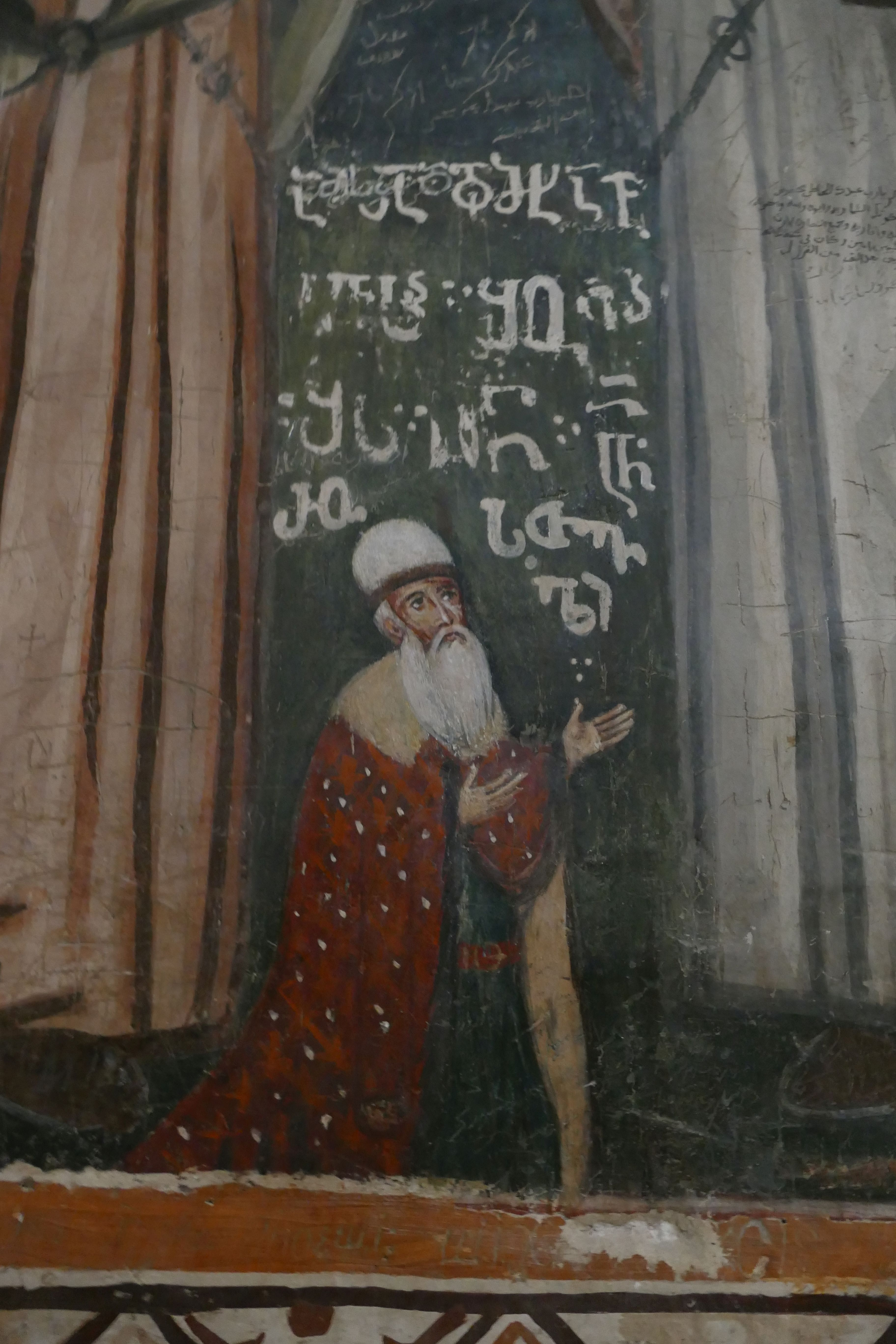
Sjota Roestveli (een fresco in Jeruzalem)

Sjota Roestaveli (Georgisch: შოთა რუსთაველი) (Roestavi, ca. 1172 - Jeruzalem, 1216) was een Georgische dichter uit de 12e eeuw. Zijn werken behoren tot de klassiekers van de Georgische literatuur. Hij is onder andere de auteur van De ridder in het pantervel, het nationaal epos van Georgië.

## Biografie
Er is maar weinig bekend over Roestaveli’s leven. De weinige bronnen die er bestaan geven slechts een beperkt beeld. De meeste informatie is te vinden in zijn gedichten zelf. In een van zijn gedichten wordt hij omschreven als "een zekere Roestveli." "Roestveli" is geen familienaam, maar een territoriaal epitheton dat zoiets betekent als "de/van/uit Roestavi." De volledige naam Sjota Roestaveli werd meerdere malen gedocumenteerd door latere Georgische auteurs uit de 15e tot 18e eeuw. De naam is ook bewaard gebleven op een fresco in het voormalige Georgische Klooster van het Heilige Kruis in Jeruzalem. Dit fresco werd ontdekt door een groep Georgische geleerden in 1960. Ditzelfde document omschrijft Rustaveli als een sponsor van het klooster, en een rijk man. Mogelijk was Roestaveli een minister aan het hof van koningin Tamar van Georgië.
Zowel een volkstraditie als de 17e-eeuwse dichter Artsjil identificeren Roestaveli als een bewoner van de Zuid-Georgische regio Mescheti, waar zijn thuisplaats Roestavi zich bevond - niet de moderne stad Roestavi, maar een locatie in de gemeente Aspindza. Vermoedelijk is Roestaveli tussen 1160 en 1165 geboren. Het grootste deel van zijn werk publiceerde hij vermoedelijk ergens tussen 1205 en 1207.

## Invloed

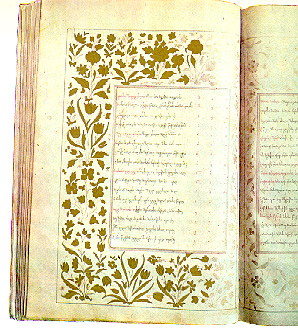
Manuscript

De ridder in het pantervel (ვეფხისტყაოსანი, Vepchistkaosani) is Roestaveli’s bekendste werk en werd in 1712 in Tbilisi voor het eerst gedrukt. Het gedicht is vertaald in vele talen en heeft een belangrijke plaats in de Georgische literatuur.
De hoogste kunst- en literatuurprijs in Georgië is naar Roestaveli vernoemd: de Staatsprijs van Sjota Roestaveli. Verder zijn in Tbilisi en elders in Georgië veel straten en gebouwen naar hem vernoemd. Het bekendste is de centrale Roestavelilaan in het centrum van de Georgische hoofdstad. Een van de hoogste Georgische bergen is ook naar Roestaveli vernoemd, de 4960 meter hoge Sjota Roestaveli op de grens tussen Georgië en Rusland.
Op 3 september 2001 brachten Israël en Georgië tezamen een reeks postzegels uit ter ere van Sjota Roestaveli. Deze werden ontworpen door Yitzhak Granot.

## Muurgedicht

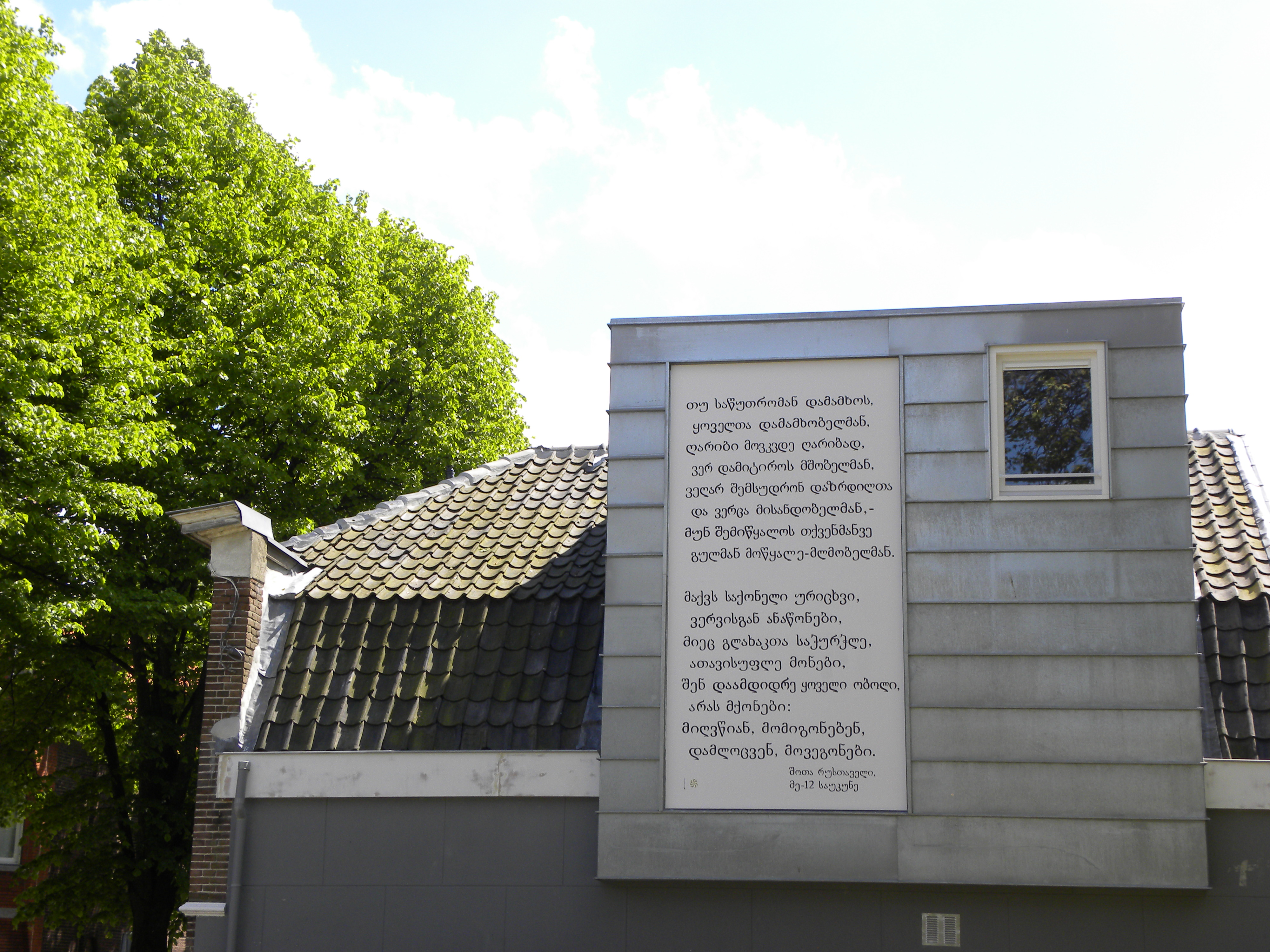
Sjota Roestaveli - muurgedicht 'De ridder in het pantervel' in Leiden

In het kader van het project "Gedichten op muren" is in 2010 in Leiden een gedeelte van het gedicht 'De ridder in het pantervel' van Sjota Roestaveli op de zijmuur van Witte Rozenstraat 1 aangebracht.